# Красносільська сільська рада (Чигиринський район)
Красносі́льська сільська́ ра́да — адміністративно-територіальна одиниця та орган місцевого самоврядування в Чигиринському районі Черкаської області. Адміністративний центр — село Красносілля.

## Загальні відомості
- Населення ради: 805 осіб (станом на 2001 рік)

## Населені пункти
Сільській раді підпорядковані населені пункти:
- с. Красносілля
- с. Погорільці
- с. Розсошинці

## Населення
На території сіл ради проживало:
- 1917–1926 роки — 3 590 — 3 650 осіб;
- 1970 рік — 1 770 осіб;
- 1995 рік — 960 осіб;
- 2006 рік — 800 осіб[1];
- 2009 рік — 805 осіб.

## Інфраструктура
На території сільради працюють два фельдшерсько-акушерські пункти, будинок культури, бібліотека, три торговельні заклади, відділення поштового зв'язку, початкова школа.

## Склад ради
Рада складається з 12 депутатів та голови.
- Голова ради: Федченко Микола Стратонович
- Секретар ради: Дика Ніна Василівна

### Керівний склад попередніх скликань
| Прізвище, ім'я, по батькові | Основні відомості                                                                       | Дата обрання | Дата звільнення |
| --------------------------- | --------------------------------------------------------------------------------------- | ------------ | --------------- |
| Щур Михайло Якович          | Сільський голова, 1952 року народження, безпартійний                                    | 26.03.2006   | 31.10.2010      |
| Федченко Микола Стратонович | Сільський голова, 1956 року народження, освіта середня спеціальна, член Партії регіонів | 31.10.2010   |                 |

Примітка: таблиця складена за даними сайту Верховної Ради України

### Депутати
За результатами місцевих виборів 2010 року депутатами ради стали:

#### За суб'єктами висування
| Суб'єкт висування | Кількість обраних депутатів | %   |
| ----------------- | --------------------------- | --- |
| Партія регіонів   | 12                          | 100 |

#### За округами
| № округу        | Прізвище, ім'я, по батькові      | Дата визнання обраним | Освіта  | Партійна приналежність | Відомості про обраного депутата                                                    |
| --------------- | -------------------------------- | --------------------- | ------- | ---------------------- | ---------------------------------------------------------------------------------- |
| Партія регіонів |                                  |                       |         |                        |                                                                                    |
| 1               | Панченко Валентина Миколаївна    | 01.11.2010            | вища    | член Партії регіонів   | Красносільський фельдшерсько-акушерський пункт, завідувач                          |
| 2               | Солонько Анастасія Юхимівна      | 01.11.2010            | вища    | член Партії регіонів   | Відділення зв'язку, листоноша                                                      |
| 3               | Кириченко Володимир Васильович   | 01.11.2010            | середня | член Партії регіонів   | ЗАТ «Боровицьке», рибалка                                                          |
| 4               | Сердюченко Людмила Миколаївна    | 01.11.2010            | середня | член Партії регіонів   | СТОВ «Красносільське», доярка                                                      |
| 5               | Коркоценко Ольга Іванівна        | 01.11.2010            | вища    | член Партії регіонів   | Сільська бібліотека, бібліотекар                                                   |
| 6               | Рожко Руслан Іванович            | 01.11.2010            | середня | член Партії регіонів   | СТОВ «Красносільське», зоотехнік                                                   |
| 7               | Дика Ніна Василівна              | 01.11.2010            | середня | член Партії регіонів   | Красносільська сільська рада, секретар                                             |
| 8               | Котенко Василь Сергійович        | 01.11.2010            | середня | член Партії регіонів   | пенсіонер                                                                          |
| 9               | Динда Михайло Петрович           | 01.11.2010            | вища    | член Партії регіонів   | Красносільська сільська рада, землевпорядник                                       |
| 10              | Ключник Ніна Іванівна            | 01.11.2010            | середня | член Партії регіонів   | Чигиринський територіальний центр обслуговування пенсіонерів, соціальний працівник |
| 11              | Кучугурна Наталія Ярославівна    | 01.11.2010            | вища    | член Партії регіонів   | приватний підприємець                                                              |
| 12              | Чересленко Людмила Олександрівна | 01.11.2010            | вища    | член Партії регіонів   | Розсошенський фельдшерсько-акушерський пункт, завідувач                            |